# Siegfried Dehning
Siegfried Dehning (1930) es un jinete alemán que compitió para la RFA en la modalidad de concurso completo. Ganó dos medallas en el Campeonato Europeo de Concurso Completo, plata en 1957 y oro 1959.

## Palmarés internacional
| Campeonato Europeo | Campeonato Europeo     | Campeonato Europeo | Campeonato Europeo |
| Año                | Lugar                  | Medalla            | Categoría          |
| ------------------ | ---------------------- | ------------------ | ------------------ |
| 1957               | Copenhague (Dinamarca) | Medalla de plata   | Por equipos        |
| 1959               | Harewood (Reino Unido) | Medalla de oro     | Por equipos        |